# 첸나이 국제공항
첸나이 국제공항(영어: Chennai International Airport, 힌디어: चेन्नई अंतर्राष्ट्रीय हवाई अड्डा)은 인도 타밀나두주 첸나이에 있는 국제공항으로, 다른 명칭으로 안나 국제공항(영어: Anna International Airport)이라고도 한다. 인도 남부의 주요 항공 중심지로서 인도공항공사(영어: Airports Authority of India)에서 운영한다. 뭄바이에 있는 차트라파티 시바지 국제공항과 델리의 인디라 간디 국제공항에 이어 인도의 공항 중에서 3번째로 크다. 첸나이에서 남쪽으로 7km 떨어진 지점에 있다.

## 개요
터미널은 3개가 있다. 구 터미널은 화물 터미널로 쓰이는 반면 신 터미널 단지는 승객용으로 사용된다. 신 터미널 단지는 국내선인 카마라지 터미널과 국제선인 안나 터미널로 나뉘며 연결 빌딩에서 서로 연결된다.
활주로는 2곳으로 각각 길이 3,658m, 2,045m 규모이다. 2007년과 2008년에 1,065만 9,754명의 승객들이 공항을 이용하였고 270,608톤의 화물이 처리되었다. 또한 50개 이상의 항공사들이 취항하며 에어 인디아, 에어 인디아 카고, 블루다트 항공, 스페이스 제트의 허브 공항으로 이용한다.

## 운항 노선

### 안나 터미널
| 항공사                 | 목적지                                                                             |
| ---------------------- | ---------------------------------------------------------------------------------- |
| 에어 오스트랄          | 방콕(수완나품), 생드니(드 라 레위니옹)                                             |
| 에어 아라비아          | 샤르자                                                                             |
| 에어아시아             | 쿠알라룸푸르                                                                       |
| 에어 인디아            | 아메다바드, 콜롬보, 델리, 두바이, 고아, 하이데라바드, 쿠웨이트, 싱가포르, 무스카트 |
| 에어 인디아 익스프레스 | 아부다비, 콜롬보, 쿠알라룸푸르, 뭄바이, 싱가포르, 티루치라팔리                     |
| 에어 모리셔스          | 포트루이스                                                                         |
| 영국항공               | 런던(히드로)                                                                       |
| 캐세이퍼시픽 항공      | 홍콩                                                                               |
| 에미레이트 항공        | 두바이                                                                             |
| 에티하드 항공          | 아부다비                                                                           |
| 걸프 에어              | 바레인                                                                             |
| 쿠웨이트 항공          | 쿠웨이트                                                                           |
| 루프트한자             | 프랑크푸르트                                                                       |
| 말레이시아 항공        | 쿠알라룸푸르                                                                       |
| 오만 항공              | 무스카트                                                                           |
| 카타르 항공            | 도하                                                                               |
| 사우디아 항공          | 다르맘, 제다, 리야드                                                               |
| 실크에어               | 싱가포르                                                                           |
| 싱가포르항공           | 싱가포르                                                                           |
| 타이거 항공            | 싱가포르                                                                           |
| 스페이스 제트          | 콜롬보                                                                             |
| 스리랑카 항공          | 콜롬보                                                                             |
| 타이항공               | 방콕(수완나품)                                                                     |
| 타이 에어 아시아       | 방콕(수완나품)                                                                     |

### 카마라지 터미널
| 항공사             | 목적지 |
| ------------------ | --- |
| 에어 인디아        | 방갈로르, 부바네스와르, 캘컷, 코임바토르, 델리, 하이데라바드, 고치, 콜카타, 마두라이, 뭄바이, 포트블레어, 트리반드룸, 비사카파트남                                                                                           |
| 에어 인디아 리저널 | 아가티, 방갈로르 |
| 고우 에어          | 뭄바이, 포트블레어, 푸네 |
| 인디고 항공        | 아마다바라드, 방갈로르, 부바네스와르, 코임바토르, 델리, 가우하티, 하이데라바드, 자이푸르, 고치, 콜카타, 뭄바이, 푸네, 트리반드룸, 비사카파트남                                                                               |
| 제트 라이트        | 코임바토르, 콜카타 |
| 킹피셔 항공        | 방갈로르, 뭄바이, 포트블레어, 투티코린 |
| 스페이스 제트      | 아마다바라드, 박도그라, 방갈로, 캘컷, 코임바토르, 델리, 고아, 가우하티, 하이데라바드, 자이푸르, 잠무, 고치, 콜카타, 마두라이, 망갈로르, 뭄바이, 포트블레어 (2012년 5월 2일 시작), 푸네, 티루치라팔리, 투티코린, 비사카파트남 |

### 화물 노선
| 항공사                                             | 목적지                                                                                 |
| -------------------------------------------------- | -------------------------------------------------------------------------------------- |
| 중국국제항공 카고                                  | 충칭, 상하이(푸둥)                                                                     |
| 에어 인디아 카고                                   | 방갈로르, 델리, 하이데라바드, 콜카타, 뭄바이                                           |
| 블루다트 항공                                      | 방갈로르, 델리, 하이데라바드, 콜카타, 뭄바이                                           |
| 영국항공 월드 카고 (글로벌 서플라이 시스템스 운항) | 홍콩, 런던(스탠스테드)                                                                 |
| 캐세이퍼시픽 항공                                  | 방콕(수완나품), 브뤼셀, 두바이, 프랑크푸르트, 홍콩, 멘체스터, 뭄바이                   |
| 중국화물항공                                       | 방콕(수완나품), 상하이(푸둥)                                                           |
| DHL                                                | 월드와이드                                                                             |
| 에미레이트 스카이카고                              | 두바이, 홍콩                                                                           |
| 에티오피아 항공                                    | 아디스아바바                                                                           |
| 에티하드 크리스탈 카고                             | 아부다비, 상하이(푸둥)                                                                 |
| 홍콩 항공                                          | 홍콩                                                                                   |
| 대한항공                                           | 방콕(수완나품), 청두, 서울(인천), 런던(스텐스테드)                                     |
| 루프트한자 카고                                    | 프랑크푸르트, 샤르자                                                                   |
| 마틴 에어                                          | 암스테르담, 바레인, 두바이(알막툼), 홍콩, 샤르자                                       |
| 미드댁스 항공                                      | 알아린                                                                                 |
| 냅툰 에어                                          | 쿠알라룸푸르                                                                           |
| 카타르 항공 카고                                   | 도하                                                                                   |
| 싱가포르 항공 카고                                 | 암스테르담, 앵커리지, 애틀랜타, 브뤼셀, 코펜하겐, 홍콩, 로스엔젤레스, 샤르자, 싱가포르 |
| 서던 에어                                          | 홍콩                                                                                   |
| 유니탑 에어                                        | 우한                                                                                   |

## 연계 교통

### 도로 교통
- 자동차
- 버스
- 택시

### 철도 교통
- 첸나이 메트로 노선으로 2015년에 개통될 예정이다.

## 같이 보기
- 인도의 항공사 목록